# Frontières de la Suède

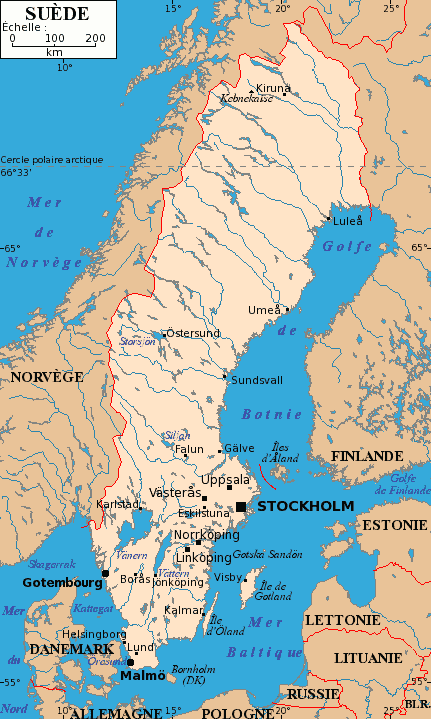
Carte de la Suède et des pays frontaliers.

Cet article recense les frontières de la Suède.

## Frontières terrestres
La Suède partage sa frontière terrestre avec ses voisins scandinaves :  la Norvège à l'ouest et la Finlande au nord-est.

### Norvège

#### Tracé
La frontière suedo-norvégienne est longue de 1 619km, la plus longue frontière ininterrompue d'Europe. Elle suit majoritairement la ligne de partage des eaux des Alpes scandinaves. Commençant au cairn des Trois Royaumes, ses dernières kilomètres suivent le cours de l'Iddefjord (en).

#### Histoire
Les frontières actuelles sont issues du Traité de Copenhague de 1660 qui met fin à la première guerre du Nord entre le Royaume de Suède et la Danemark-Norvège (indépendance norvégienne en 1905).

### Finlande

#### Tracé
La frontière suedo-finlandaise est longue de 614 kilomètres. Du cairn des Trois Royaumes au nord, elle suit le cours des rivières Könkämäeno et Muonio puis du fleuve Torne et s'arrête à la baie de Botnie.

#### Histoire
La frontière est créée par le traité de Fredkrikshamn de 1809, qui met fin à la guerre de Finlande entre le Royaume de Suède et l'Empire russe qui possède désormais le grand-duché de Finlande (indépendance de la Finlande en 1917).

## Frontières maritimes
La Suède a des frontières maritimes avec :
- l'Allemagne, 55 km[3].
- le Danemark (avec notamment le pont de l'Øresund qui relie les deux pays), environ 115 km[4].
- l'Estonie.
- la Lettonie.
- la Lituanie.
- la Pologne.
- la Russie (Oblast de Kaliningrad).

## Liens utiles
,